# Lophodermium australe
Lophodermium australe är en svampart som beskrevs av Dearn. 1926. Lophodermium australe ingår i släktet Lophodermium och familjen Rhytismataceae.   Inga underarter finns listade i Catalogue of Life.